# Antoine Banassat
Antoine Banassat, né en 1729 à Guéret (Creuse), mort le 18 août 1794 à Hiers-Brouage, est un prêtre et  député français.

## Biographie
Curé de la paroisse de Saint-Fiel (Creuse), il est élu par la sénéchaussée de Guéret, le 21 mars 1789, député du clergé aux États généraux, où il se distingue peu.
De retour en Creuse après la fin de la législature, l'abbé Banassat est dénoncé sous la Terreur et arrêté comme suspect. Condamné à la déportation, il est interné à Rochefort, à bord d'un navire, où il meurt le 18 août 1794.
Il est enterré sur l'île Madame, avec 254 autres compagnons morts comme lui en déportation. Depuis 1910, un pèlerinage se déroule sur l’île dans la seconde quinzaine du mois d'août. Il est béatifié avec tous les autres prêtres morts en martyrs de la révolution française, sur ces pontons de Rochefort. Sa fête est fixée au 18 août.

## Source
- « Antoine Banassat », dans Adolphe Robert et Gaston Cougny, Dictionnaire des parlementaires français, Edgar Bourloton, 1889-1891 [détail de l’édition] Dictionnaire des députés français de 1789 à 1889, tome 1, p. 141-150